# Velorex 435-0

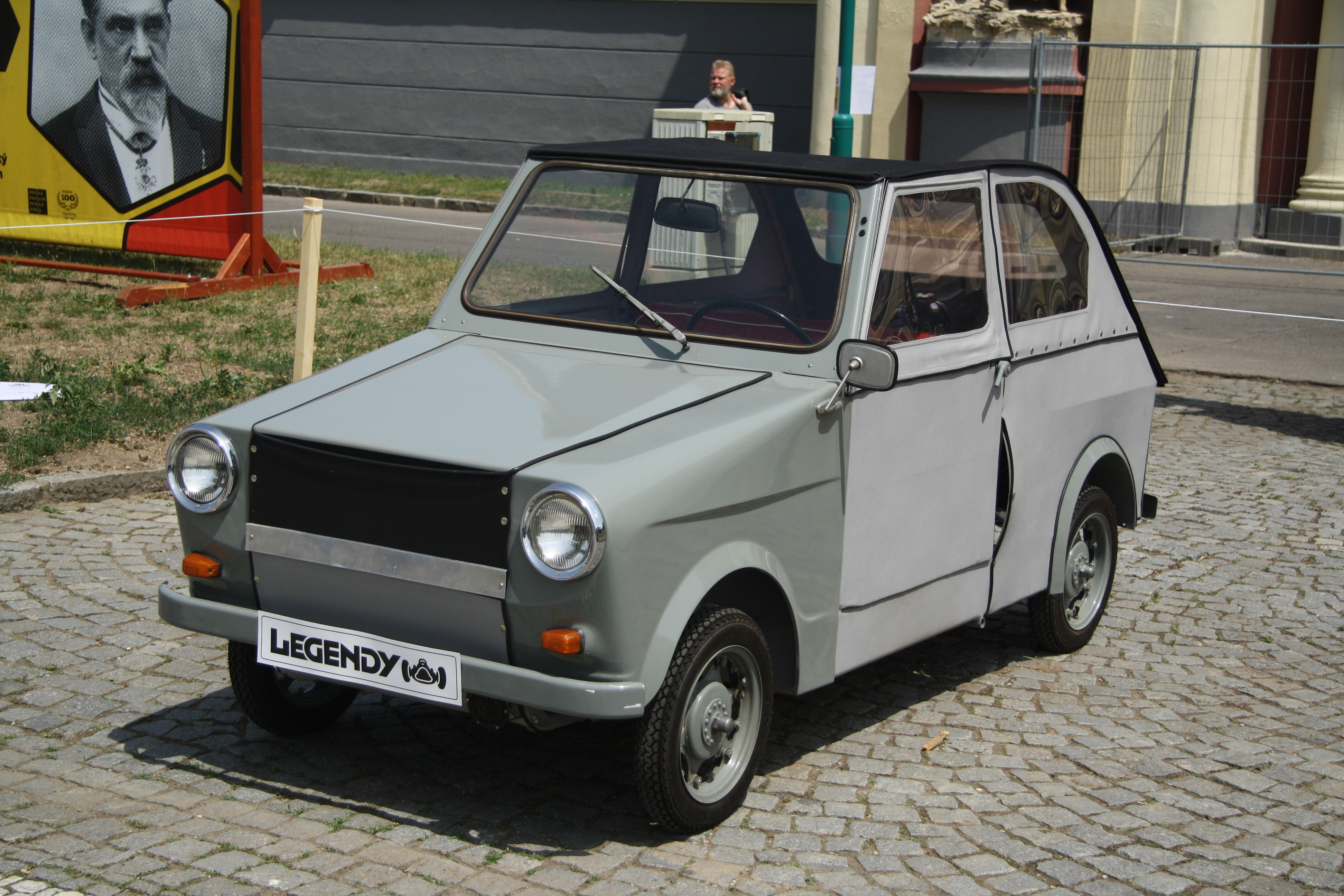
Velorex 435 w Pradze

Velorex 435-0 – odmiana czechosłowackiego pojazdu mechanicznego Velorex produkowana w latach 1971–1973.
Wytworzono 1380 sztuk tej marki z silnikiem Jawa 350. Pojazd ważył 385 kilogramów, a jego prędkość maksymalna wynosiła 80 km/h. Długość pojazdu to 2,98 metra, szerokość - 1,51 metra, a wysokość - 1,24 metra.